# 蒂薩勒克
蒂薩勒克是匈牙利的城鎮，位於該國東北部，由索博爾奇-索特馬爾-貝拉格州負責管轄，面積58.72平方公里，2011年人口5,567，其中約三成居民信奉基督教。
48°01′N 21°23′E / 48.017°N 21.383°E